# Липко, Михаил Юрьевич
Михаил Юрьевич Липко (родился 1926, город Умань, теперь Черкасской области — ?) — советский партийный деятель, депутат Верховного Совета УССР 9-го созыва. Член Ревизионной Комиссии КПУ в 1966—1971 г. Кандидат экономических наук.

## Биография
Родился в крестьянской семье. Трудовую деятельность начал в 1944 году колхозником колхоза «Звезда» Богуславского района Киевской области.
С 1944 — служил в Красной армии. Участник Великой Отечественной войны.
После демобилизации продолжал работать колхозником. С 1946 года- ученик торгово-кооперативной школы.
Окончив в 1948 году торгово-кооперативную школу, работал в системе потребительской кооперации Киевской области: инструктором-ревизором Богуславского, Таращанского райпотребсоюзов.
В 1957 году окончил Белоцерковский сельскохозяйственный институт.
Член КПСС с 1957 года.
С 1957 г. — старший ветеринарный врач свеклосовхоза Мироновского сахарного комбината, позже — главный ветеринарный врач Жашковского района Черкасской области.
В 1961—1962 г. — 2-й секретарь Жашковского районного комитета КПУ Черкасской области.
В 1962—1965 г. — 1-й секретарь Жашковского районного комитета КПУ, заместитель секретаря партийного комитета Жашковского производственного колхозно-совхозного управления Черкасской области.
В 1965—1970 г. — 1-й секретарь Маньковского районного комитета КПУ Черкасской области.
В 1970—1973 г. — секретарь Черкасского областного комитета КПУ.
В сентябре 1973—1976 г. — председатель исполнительного комитета Черкасского областного Совета депутатов трудящихся.

## Награды
- орден Отечественной войны 1-й ст. (6.04.1985)